# Amamoorita
La amamoorita és un mineral de la classe dels silicats que pertany al grup de la lawsonita. Rep el nom de la mina mina Amamoor, a Austràlia, la seva localitat tipus.

## Característiques
La amamoorita és un silicat de fórmula química CaMn2+₂Mn3+(Si₂O₇)O(OH). Va ser aprovada com a espècie vàlida per l'Associació Mineralògica Internacional l'any 2018, sent publicada l'any 2019. Cristal·litza en el sistema monoclínic.
L'exemplar que va servir per a determinar l'espècie, el que es coneix com a material tipus, es troba conservat a les col·leccions mineralògiques del Museu d'Història Natural del Comtat de Los Angeles, a Los Angeles (Califòrnia) amb el número de catàleg: 66937.

## Formació i jaciments
Va ser descoberta a la mina Amamoor, a l'Amamoor Creek de la regió de Gympie (Queensland, Austràlia). Aquest indret és l'únic a tot el planeta on ha estat descrita aquesta espècie mineral.